# Bellefont-La Rauze
Bellefont-La Rauze község Franciaország Okcitánia régiójában, Lot megyében. Új községként 2017. január 1-jén jött létre Laroque-des-Arcs, Cours és Valroufié korábbi községek egyesítésével.

## Népesség
| Lakosok száma | 1230 | 1230 | 1234 | 1226 | 1213 | 1201 | 1188 |
|               | 2015 | 2017 | 2018 | 2019 | 2020 | 2021 | 2022 |